# 張志軍
張志軍（ちょう しぐん、1953年2月 - ）は、中華人民共和国全国人民代表大会外事委員会副主任委員、海峡両岸関係協会会長。

## 略歴
1953年2月江蘇省生まれ。1971年8月中国共産党に入党し、同年9月北京大学に入学。1973年10月英国への留学を経て、中国共産党中央対外連絡部に入部、以後同部にて副処長、処長、副局長、局長、研究室主任、副秘書長を歴任、2000年より同部副部長。2009年、外交部の副部長に転任。2010年12月より、同部筆頭副部長（外務次官）に任命、同外交部の黨委書記も兼任。2013年3月、国務院台湾事務弁公室主任。
日本政府の尖閣諸島国有化以降、日中の政府高官による初の会談として、外務省の河相周夫次官と北京で協議。尖閣諸島めぐり両者の主張は平行線のまま、同氏による日本を強くけん制するような発言が多数報道された。